# Élections européennes de 1979 en Allemagne de l'Ouest
Les élections européennes de 1979, les premières au suffrage universel direct, se déroulent du 7 au 10 juin 1979 selon les pays, et le dimanche 10 en Allemagne.
Avec un taux de 65,7 %, la participation est supérieure à la participation moyenne dans la Communauté économique européenne (61,9 %).

## Mode de scrutin
81 députés européens sont attribués à l'Allemagne, parmi ceux-ci 78 sont élus au scrutin proportionnel plurinominal avec des listes bloquées. Ces sièges sont attribués aux différents partis ayant obtenu au minimum 5 % des suffrages.
Trois autres députés européens sont désignés par la Chambre des députés de Berlin de Berlin-Ouest, en non pas élus au suffrage universel comme les autres en raison de la situation particulière du Land.

## Contexte
Le Parti social-démocrate est conduit par l'ancien chancelier Willy Brandt, et dans ses rangs se présente notamment le président de la Confédération allemande des syndicats, Heinz Oskar Vetter.

## Résultats

### Répartition
| Parti              | Parti                             | Voix       | %     | Siège | Groupe au PE |
| ------------------ | --------------------------------- | ---------- | ----- | ----- | ------------ |
|                    | Parti social-démocrate (SPD)      | 11 370 045 | 40,8  | 34    | SOC          |
|                    | Union chrétienne-démocrate (CDU)  | 10 883 085 | 39,1  | 32    | PPE          |
|                    | Union chrétienne-sociale (CSU)    | 2 817 120  | 10,1  | 8     | PPE          |
|                    | Parti libéral-démocrate (FDP)     | 1 662 621  | 6,0   | 4     | LD           |
|                    | Les Verts (Grünen)                | 893 683    | 3,2   | 0     | -            |
|                    | Parti communiste allemand (DKP)   | 112 055    | 0,4   | 0     | -            |
|                    | Parti populaire chrétien bavarois | 45 311     | 0,2   | 0     | -            |
|                    | Parti européen des travailleurs   | 31 822     | 0,1   | 0     | -            |
|                    | Centre                            | 31 367     | 0,1   | 0     | -            |
|                    |                                   |            |       |       |              |
| Inscrits           | Inscrits                          | 42 751 940 | 100,0 |       |              |
| Votants            | Votants                           | 26 923 614 | 65,7  |       |              |
| Votes nuls         | Votes nuls                        | 251 763    | 0,9   |       |              |
| Suffrages exprimés | Suffrages exprimés                | 27 847 109 | 99,1  |       |              |

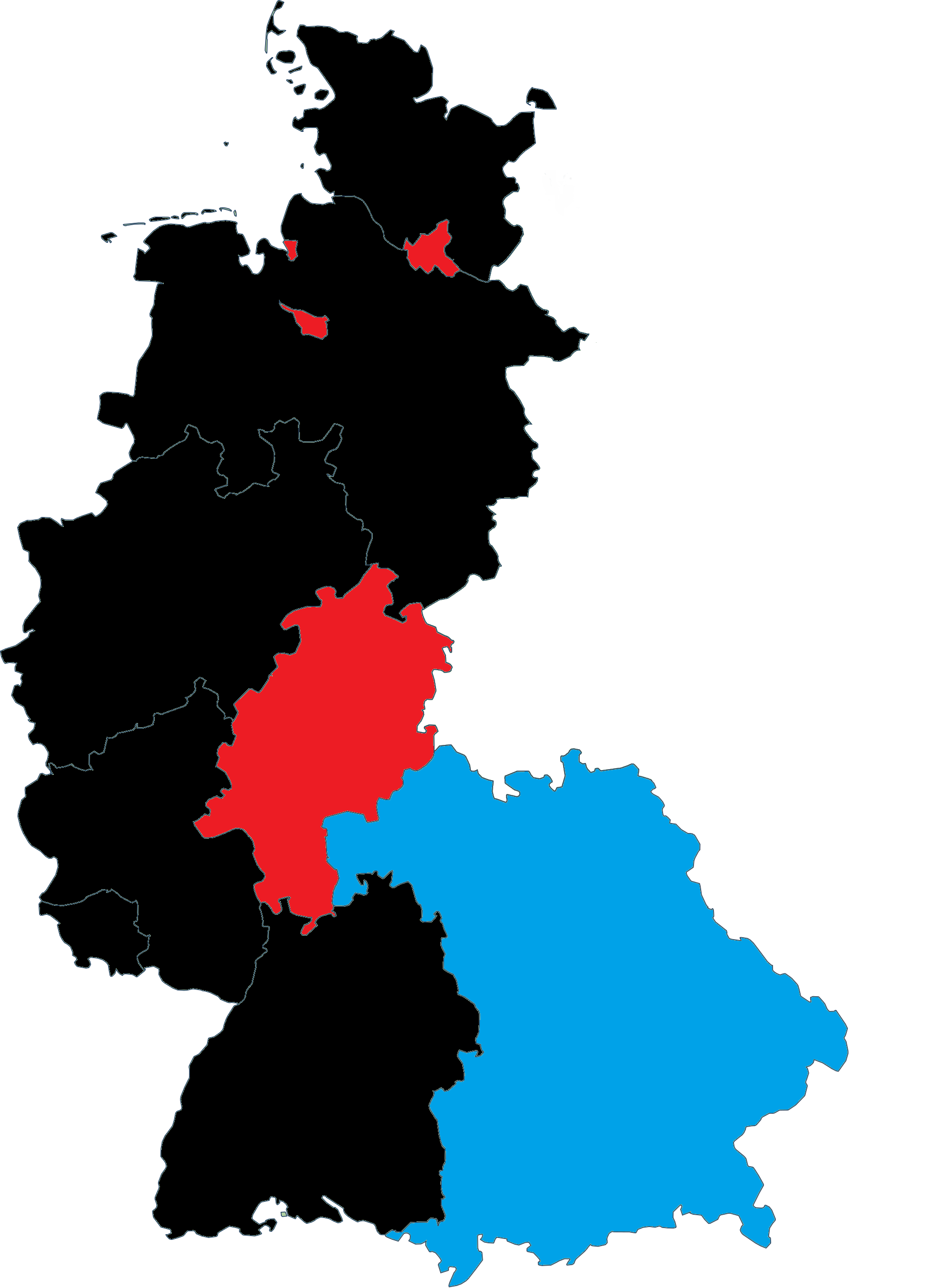
Parti arrivé en tête par Land. Rouge : SPD, noir : CDU, bleu : CSU.

La Chambre des députés de Berlin désigne deux membres de la CDU et un du SPD pour siéger au Parlement européen.

### Analyse
Les partis de l'opposition la CDU et la CSU reçoivent plus de sièges que la coalition gouvernementale SPD/FDP. Pour la première fois, les Verts forment une liste d'union au niveau national, et bien qu'ils échouent à entrer au Parlement européen, en raison du seuil électoral de 5 %, leur bon résultat de 3,2 % et le financement en résultant de partie (4,5 millions de marks), conduit à la création à l'échelle fédérale du Parti Vert en 1980.